# Acaena novae-zelandiae
Acaena novae-zelandiae es una especie de planta del género Acaena, perteneciente a la familia Rosaceae.

## Taxonomía
Acaena novae-zelandiae fue descrita por Kirk en 1871.

## Distribución
Se encuentra en el territorio de Nueva Guinea, sureste de Queensland hasta el sureste y sudoeste de Australia y Nueva Zelanda.